# Čikola
Čikola är en flod i landskapet Dalmatien i Kroatien. Flodens längd är 47,8 km och den har sin källa i närheten av orten Čavoglave. Floden flyter genom Drniš och mynnar i floden Krka vid Roški slap.